# Гральна зона (Росія)
Гральна зона — особливий адміністративно-територіальний об'єкт РФ, призначений для здійснення діяльності з організації та проведення азартних ігор.
З 1 липня 2009 року будь-яка ігрова діяльність в Росії, за винятком букмекерських контор, тоталізаторів і лотерей, може здійснюватися тільки в чотирьох спеціальних гральних зонах — в Калінінградській області («Янтарна»), Алтайському («Сибірська монета») і Приморському краях («Примор'я»), а також в Краснодарському краї («Азов-Сіті»).
Розташування гральної зони на півдні країни визначено недалеко від селища Порт-Катон в Азовському районі Ростовської області, що межує з Щербинівським районом Краснодарського краю. Відстань від Ростова-на-Дону до Порт-Катона становить близько 80 км, від Краснодара — близько 300 км.
У Калінінградській області гральна зона створена неподалік від селища Поваровка Зеленоградського району. Створення гральної зони в Алтайському краї завершено близ відомого курорту Білокуриха, за 200 км від Барнаула.
У Приморському краї гральна зона побудована поблизу міста Артем (35 км від Владивостока), в бухті Мурашина.
1 липня 2009 року гральний бізнес було заборонено.
У лютому 2010 року в гральній зоні «Азов-Сіті» відкрилося перше казино «Оракул». Проте пізніше було вирішено гральну зону Азов-Сіті ліквідувати, і на місці неї побудувати кадетський корпус або військову частину. Точна причина ліквідації і доля казино «Оракул» невідомі. Станом на травень 2016 року всі казино в гральній зоні Азов-сіті продовжували працювати.
Перше казино гральної зони Сибірська монета запрацювало 1 листопада 2014 року. До цього моменту був готовий лише цокольний поверх з VIP-залами. Повністю Altai Palace планувалося запустити в квітні 2015 року. Усього за 2015 рік єдиний відкритий об'єкт гральної зони — комплекс Altai Palace відвідали понад 17 тисяч осіб. З літа 2015 року по березень 2016 року казино організувало 6 вертолітних рейсів з Новосибірська для віп-гостей.
Відкриття гральної зони Примор'я в тестовому режимі відбулося 8 жовтня 2015 року, коли запрацювало казино «Кришталевий тигр» (Tigre de Cristal). Остаточне відкриття пройшло 11 листопада 2015. Компанія «Джі 1 Інтертейнмент», що володіє казино Tigre de Cristal, планує звести готельні потужності на 500 готельних номерів, театр і додаткову спортивну інфраструктуру.
Перший об'єкт гральної зони Янтарна, зал ігрових автоматів Magic Crystal, було відкрито 8 квітня 2016 року.